# Regierung Fraser III
Die Regierung Fraser III regierte Australien vom 20. Dezember 1977 bis zum 3. November 1980. Es handelte sich um eine Koalitionsregierung der Liberal Party (LP) und der National Country Party (NCP).
Malcolm Fraser war seit dem 11. November 1975 Premierminister einer Koalition von Liberal Party und National Country Party. Bei der Parlamentswahl am 13. Dezember 1975 erlitt die Labor Party eine klare Niederlage. Die Liberal Party erhielt 68 der 127 Sitze, die NCP 22 und Labor 36 Sitze im Repräsentantenhaus. Im Senat stellten Labor und die LP je 27 der 60 Senatoren, die NCP errang 7 Mandate. Die Koalition von LP und NCP unter Malcolm Fraser wurde fortgesetzt. Bei der vorgezogenen Parlamentswahl am 10. Dezember 1977 konnte Labor auf Kosten der Regierungsparteien leichte Gewinne erzielen, aber die Regierung behielt ihre absolute Mehrheit in beiden Parlamentskammern. BeI der Parlamentswahl am 18. Oktober 1980 büßte die Regierungskoalition 11 Mandate ein, konnte jedoch mit 74 (LP:54, NCP: 20) von 125 Sitzen die absolute Mehrheit behaupten. Im Senat verlor die Regierung ihre Mehrheit. Die Folgeregierung war erneut eine Koalition von LP und NCP unter Premierminister Fraser.

## Ministerliste
| Kabinett                                                                           | Kabinett           | Kabinett                          | Kabinett                               | Kabinett |
| Amt                                                                                | Minister           | Partei                            | Amtszeit                               | Bild     |
| ---------------------------------------------------------------------------------- | ------------------ | --------------------------------- | -------------------------------------- | -------- |
| Premierminister                                                                    | Malcolm Fraser     | LP                                | 20. Dezember 1977 – 3. November 1980   |          |
| Stellvertretender Premierminister                                                  | Doug Anthony       | NCP                               | 20. Dezember 1977 – 3. November 1980   |          |
| Minister für Handel und Bodenschätze                                               | Doug Anthony       | NCP                               | 20. Dezember 1977 – 3. November 1980   |          |
| Minister für Industrie und Handel                                                  | Phillip Lynch      | LP                                | 20. Dezember 1977 – 3. November 1980   |          |
| Minister für die Grundstoffindustrie                                               | Ian Sinclair       | NCP                               | 20. Dezember 1977 – 27. September 1979 |          |
| Minister für die Grundstoffindustrie                                               | Peter Nixon        | NCP                               | 27. September 1979 – 3. November 1980  |          |
| Minister für administrative Dienstleistungen                                       | Reg Withers        | LP                                | 20. Dezember 1977 – 7. August 1978     |          |
| Vizepräsident des Executive Council                                                | Reg Withers        | LP                                | 20. Dezember 1977 – 7. August 1978     |          |
| John Carrick                                                                       | LP                 | 7. August 1978 – 3. November 1980 |                                        |          |
| Minister für Arbeit und industrielle Beziehungen                                   | Tony Street        | LP                                | 20. Dezember 1977 – 5. Dezember 1978   |          |
| Minister für industrielle Beziehungen                                              | Tony Street        | LP                                | 5. Dezember 1978 – 3. November 1980    |          |
| Minister für Arbeit und Jugend                                                     | Ian Viner          | LP                                | 5. Dezember 1978 – 3. November 1980    |          |
| Verkehrsminister                                                                   | Peter Nixon        | NCP                               | 20. Dezember 1977 – 8. Dezember 1979   |          |
| Verkehrsminister                                                                   | Ralph Hunt         | NCP                               | 8. Dezember 1979 – 3. November 1980    |          |
| Schatzminister                                                                     | John Howard        | LP                                | 20. Dezember 1977 – 3. November 1980   |          |
| Bildungsminister                                                                   | John Carrick       | LP                                | 20. Dezember 1977 – 8. Dezember 1979   |          |
| Außenminister                                                                      | Andrew Peacock     | LP                                | 20. Dezember 1977 – 3. November 1980   |          |
| Verteidigungsminister                                                              | James Killen       | LP                                | 20. Dezember 1977 – 3. November 1980   |          |
| Sozialministerin                                                                   | Margaret Guilfoyle | LP                                | 20. Dezember 1977 – 3. November 1980   |          |
| Finanzminister                                                                     | Eric Robinson      | LP                                | 20. Dezember 1977 – 23. Februar 1979   |          |
| Finanzminister                                                                     | John Howard        | LP                                | 23. Februar 1979 – 27. Februar 1979    |          |
| Finanzminister                                                                     | Eric Robinson      | LP                                | 27. Februar 1979 – 3. November 1980    |          |
| Minister für Aborigines                                                            | Ian Viner          | LP                                | 20. Dezember 1977 – 5. Dezember 1978   |          |
| Minister für nationale Entwicklung und Energie                                     | John Carrick       | LP                                | 8. Dezember 1979 – 3. November 1980    |          |
| Generalstaatsanwalt                                                                | Peter Durack       | LP                                | 25. August 1978 – 3. November 1980     |          |
| Minister für spezielle Handelsrepräsentationen                                     | Ian Sinclair       | NCP                               | 19. August 1980 – 3. November 1980     |          |
| Assistant Minister zur Unterstützung des Premierministers in Bundesangelegenheiten | John Carrick       | LP                                | 20. Dezember 1977 – 25. August 1978    |          |
| Assistant Minister beim Premierminister                                            | Ian Viner          | LP                                | 20. Dezember 1977 – 8. Dezember 1979   |          |
|                                                                                    |                    |                                   |                                        |          |
| Juniorminister                                                                     |                    |                                   |                                        |          |
| Minister für administrative Dienstleistungen                                       | Peter Durack       | LP                                | 7. August 1978 – 25. August 1978       |          |
| Minister für administrative Dienstleistungen                                       | Fred Chaney        | LP                                | 25. August 1978 – 5. Dezember 1978     |          |
| Minister für administrative Dienstleistungen                                       | John McLeay        | LP                                | 5. Dezember 1978 – 3. November 1980    |          |
| Bildungsminister                                                                   | Wal Fife           | LP                                | 5. Dezember 1979 – 3. November 1980    |          |
| Minister für Aborigines                                                            | Fred Chaney        | LP                                | 5. Dezember 1978 – 3. November 1980    |          |
| Gesundheitsminister                                                                | Ralph Hunt         | NCP                               | 20. Dezember 1977 – 8. Dezember 1979   |          |
| Gesundheitsminister                                                                | Michael MacKellar  | LP                                | 8. Dezember 1979 – 3. November 1980    |          |
| Minister für Einwanderung und ethnische Angelegenheiten                            | Michael MacKellar  | LP                                | 20. Dezember 1977 – 8. Dezember 1979   |          |
| Minister für Einwanderung und ethnische Angelegenheiten                            | Ian Macphee        | LP                                | 8. Dezember 1979 – 3. November 1980    |          |
| Minister für das Northern Territory                                                | Evan Adermann      | NCP                               | 20. Dezember 1977 – 28. September 1978 |          |
| Bauminister                                                                        | John McLeay        | LP                                | 20. Dezember 1977 – 5. Dezember 1978   |          |
| Minister für Umwelt, Wohnraum und kommunale Entwicklung                            | Ray Groom          | LP                                | 20. Dezember 1977 – 5. Dezember 1978   |          |
| Ministerium für Wohnraum und Bau                                                   | Ray Groom          | LP                                | 5. Dezember 1978 – 3. November 1980    |          |
| Minister für nationale Entwicklung                                                 | Kevin Newman       | LP                                | 20. Dezember 1977 – 8. Dezember 1979   |          |
| Wissenschaftsminister                                                              | James Webster      | NCP                               | 20. Dezember 1977 – 5. Dezember 1978   |          |
| Minister für Wissenschaft und Umwelt                                               | James Webster      | NCP                               | 5. Dezember 1978 – 8. Dezember 1979    |          |
| Minister für Wissenschaft und Umwelt                                               | David Thomson      | NCP                               | 8. Dezember 1979 – 3. November 1980    |          |
| Minister für Post und Telekommunikation                                            | Tony Staley        | LP                                | 20. Dezember 1977 – 3. November 1980   |          |
| Generalstaatsanwalt                                                                | Peter Durack       | LP                                | 20. Dezember 1977 – 25. August 1978    |          |
| Minister für Produktivität                                                         | Ian Macphee        | LP                                | 20. Dezember 1977 – 8. Dezember 1979   |          |
| Minister für Produktivität                                                         | Kevin Newman       | LP                                | 8. Dezember 1979 – 3. November 1980    |          |
| Minister für Gewerbe und Verbraucher                                               | Wal Fife           | LP                                | 20. Dezember 1977 – 8. Dezember 1979   |          |
| Minister für Gewerbe und Verbraucher                                               | Victor Garland     | LP                                | 8. Dezember 1979 – 3. November 1980    |          |
| Minister für spezielle Handelsrepräsentationen                                     | Victor Garland     | LP                                | 20. Dezember 1977 – 8. Dezember 1979   |          |
| Minister für spezielle Handelsrepräsentationen                                     | Douglas Scott      | NCP                               | 8. Dezember 1979 – 19. August 1980     |          |
| Minister für Veteranen                                                             | Victor Garland     | LP                                | 20. Dezember 1977 – 4. Juli 1978       |          |
| Minister für Veteranen                                                             | Evan Adermann      | NCP                               | 4. Juli 1978 – 3. November 1980        |          |
| Innenminister                                                                      | Bob Ellicott       | LP                                | 20. Dezember 1977 – 3. November 1980   |          |
| Minister für das Hauptstadtterritorium                                             | Bob Ellicott       | LP                                | 20. Dezember 1977 – 3. November 1980   |          |
| Assistant Minister zur Unterstützung des Premierministers in Bundesangelegenheiten | Wal Fife           | LP                                | 25. August 1978 – 8. Dezember 1979     |          |
| Assistant Minister zur Unterstützung des Premierministers in Bundesangelegenheiten | Kevin Newman       | LP                                | 8. Dezember 1979 – 3. November 1980    |          |
| Assistant Minister beim Premierminister                                            | Michael MacKellar  | LP                                | 8. Dezember 1979 – 3. November 1980    |          |
| Assistant Minister im Ministerium für Handel und Bodenschätze                      | Douglas Scott      | NCP                               | 8. Dezember 1979 – 19. August 1980     |          |
| Assistant Minister im Ministerium für Industrie und Handel                         | Ian Macphee        | LP                                | 5. Dezember 1978 – 8. Dezember 1979    |          |
| Assistant Minister im Ministerium für Industrie und Handel                         | Victor Garland     | LP                                | 8. Dezember 1979 – 3. November 1980    |          |
| Assistant Minister im Ministerium für die Grundstoffindustrie                      | Evan Adermann      | NCP                               | 20. Dezember 1977 – 3. November 1980   |          |
| Assistant Minister im Ministerium für Arbeit und industrielle Beziehungen          | Ray Groom          | LP                                | 20. Dezember 1977 – 5. Dezember 1978   |          |
| Assistant Minister im Schatzministerium                                            | Michael MacKellar  | LP                                | 25. August 1978 – 8. Dezember 1979     |          |
| Assistant Minister im Schatzministerium                                            | Ian Macphee        | LP                                | 8. Dezember 1979 – 3. November 1980    |          |
| Assistant Minister im Bildungsministerium                                          | Fred Chaney        | LP                                | 25. August 1978 – 8. Dezember 1979     |          |
| Assistant Minister im Verteidigungsministerium                                     | John McLeay        | LP                                | 20. Dezember 1977 – 3. November 1980   |          |
| Assistant Minister im Ministerium für nationale Entwicklung und Energie            | Fred Chaney        | LP                                | 8. Dezember 1979 – 3. November 1980    |          |